# Prosimulium frohnei
Prosimulium frohnei är en tvåvingeart som beskrevs av Sommerman 1958. Prosimulium frohnei ingår i släktet Prosimulium och familjen knott. Inga underarter finns listade i Catalogue of Life.